# 秦文俊
秦文俊（1932年—2025年5月18日），男，湖北黄冈人，中华人民共和国政治人物，曾任中共深圳市委副书记，新华社香港分社副社长，第八届全国政协委员。